# (15874) 1996 TL66
(15874) 1996 TL66 (também escrito como (15874) 1996 TL66) é um corpo menor que se localiza no disco disperso, uma região do Sistema Solar. Ele possui uma magnitude absoluta de 5,4. O Telescópio Espacial Spitzer estimou que esse objeto tem cerca de 575 km de diâmetro, mas estimativas de 2012 feita pelo Observatório Espacial Herschel estima o diâmetro deste corpo celeste em cerca de 339 km. Não é um objeto separado já que o seu periélio está sob a influência do planeta Netuno. A análise da amplitude da curva de luz sugere que ele é um esferoide. 1996 TL66 é provavelmente um fortíssimo candidato a planeta anão.

## Descoberta
(15874) 1996 TL66 foi descoberto no dia 9 de outubro de 1996 pelos astrônomos C. A. Trujillo, D. C. Jewitt, J. X. Luu e J. Chen, através do Observatório de Mauna Kea.

## Órbita
A órbita de (15874) 1996 TL66 tem uma excentricidade de 0,581 e possui um semieixo maior de 83,699 UA. O seu periélio leva o mesmo a uma distância de 35,061 UA em relação ao Sol e seu afélio a 132 UA.